# Game dog

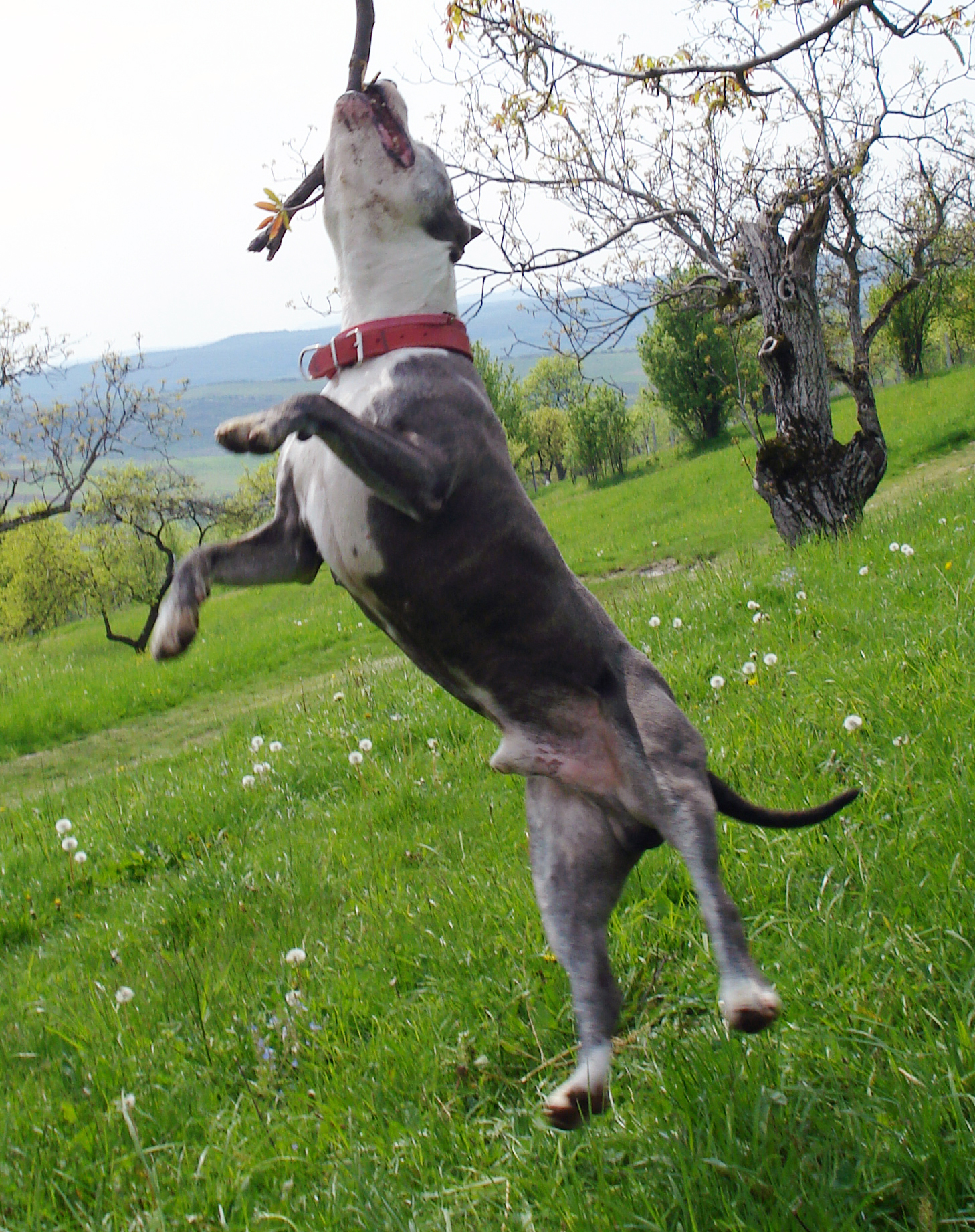
Pit bull praticando salto livre

Game dog, também conhecido como Pit gameness, é um esporte canino lícito brasileiro de competição onde cães atletas da raça Pit Bull participam de provas de salto em distância, salto livre, escalada vertical e tração versus velocidade. O esporte foi criado no Brasil, e surgiu de forma oficial em Abril de 2004.
Os principais termos utilizados para nomear o esporte foram inspirados em uma qualidade comportamental muito procurada em Pit Bulls no passado, chamada gameness. 
Não deve-se confundir o esporte lícito com o termo idêntico “Game dog”, utilizado desde o século XX nos EUA para nomear cães de combate com gameness provado.
Mundo à fora estão surgindo esportes similares, à exemplo do Top Dog promovido pela ADBA nos EUA, IronDog (similar ao IronMan Triathlon) e o Pit deporte praticado em países latino-americanos.

## História
O esporte lícito game dog foi criado no Brasil especialmente para cães da raça American pit bull terrier com a intenção de proporcionar uma prática sadia e lícita para drenar a energia dos cães desta raça que são muito ativos e enérgicos, utilizando seu drive de caça, sua aptidão atlética e sua persistência. Primeiramente criado como uma forma de lazer informal, popularizado no Parque Ibirapuera em São Paulo no início dos anos 2000, posteriormente evoluiu para um esporte organizado.
Em muitos casos, estes campeonatos acabaram atraindo proprietários que usariam seus cães para as rinhas, tendo assim um efeito favorável, retirando cães de atividades ilícitas.
O nome do esporte foi inspirado por uma qualidade comportamental conhecida em alguns cães do tipo Terrier de caça, e, em especial, no Pit Bull: uma qualidade chamada Gameness, que é descrita como a qualidade de nunca desistir independente de danos. Nos EUA, quando ainda permitido, os cães de combate que demonstravam possuir a característica de gameness eram chamados de um cão "Game", ou um "Gamedog". Hoje o esporte brasileiro lícito de nome idêntico não possui o mesmo propósito, mas serve de homenagem a parte da história da raça.

## Características
Em campeonatos oficiais realizados pela Associação Paulista de Pit Gameness (APPG), é permitido competir apenas com cães registrados da raça Pit Bull, sejam cães com registro inicial (RI) ou pedigree.
Diferente do Agility, que utiliza sistema de pontuações versus tomada de tempo, o que conta é o desempenho físico do cão, com única exceção de uma modalidade da prova de tração versus velocidade, que é uma prova que contabiliza o tempo. Os cães competem individualmente, geralmente representando equipes. A pontuação é individual e também por equipes. Os cães competem separados em categoria amador e profissional. A pontuação define o melhor macho geral, a melhor fêmea geral, o melhor em cada modalidade, e o melhor pontuado geral.
Os cães recebem alimentação apropriada, preparação física e treinamento no período anterior a competição. O acompanhamento veterinário é altamente recomendável. Aquecimento e alongamento são considerados para evitar lesões.

## Modalidades
Na modalidade de tração versus velocidade, os cães puxam um peso padrão (10 vezes o próprio peso) pela mesma distância (10 metros) num carrinho sobre trilhos, competindo em duas categorias classificadas por peso: tração leve (cães com até 25 kg) e tração pesada (cães com mais de 25 kg). Nesta modalidade o cão com menor tempo de percurso em duas tentativas vence.
Na modalidade de escalada vertical o cão corre salta e escala uma parede com ângulo de 90° revestida com EVA sem ranhuras ou redes que facilitem a aderência. É colocado um brinquedo de preferência do cão rente a parede a altura que pretende ser alcançada. O cão que escalar a maior altura tocando o objeto em cinco tentativas vence.
Na modalidade de salto livre, o cão salta tentando tocar um objeto (brinquedo da preferência do cão) suspenso por corda abaixo do centro de traves de metal altas, sem apoios ou trampolins. O cão que atingir a maior altura tocando o objeto em cinco tentativas vence.
Na modalidade de salto em distância o cão corre por um percurso e salta de um trapézio, cobrindo uma longa distância horizontal no ar, tentando alcançar um objeto, e aterrissando em uma pista de areia fofa com 15 metros de comprimento e 3 metros de largura. Não é necessário tocar o objeto. O cão que atingir a maior distância horizontal entre o trapézio de salto e o local de pouso dentro de cinco tentativas vence.

## Importância
Os cães da raça Pit Bull, por serem atletas natos, precisam praticar exercícios físicos frequentes para drenar a grande energia que possuem, além também de serem cães de trabalho que necessitam exercitar além do corpo, também a mente, satisfazendo a sua vontade de trabalhar e o seu drive de caça em brinquedos. A atividade trouxe uma alternativa lícita para os cães desta raça, melhorando sua imagem perante a sociedade, satisfazendo as necessidades físicas e mentais do pit bull e mostrando seus dotes atléticos.
Além do esporte ter sido criado especialmente para a raça pit bull, estes cães são utilizados por várias qualidades, entre elas a sua enorme versatilidade, pois conseguem ser extremamente fortes e extremamente ágeis ao mesmo tempo, são cães compactos, com explosão muscular, fortes e leves, se comparado com outros cães; e principalmente, por seu Gameness, ou seja, sua extrema persistência e vontade de agradar o dono. 

## Criticismo
Esse tipo de esporte gera controvérsia, pois existe uma corrente de protetores de animais que afirma que os cães passam por maus tratos por serem expostos a atividades físicas de impacto. Os criadores e praticantes defendem que, se praticado com profissionalismo, respeitando os limites de cada cão com acompanhamento veterinário regular, alimentação adequada e preparação física, esse tipo de esporte não oferece nenhum risco ao animal, representando inclusive também uma importante alternativa de esporte lícito para a raça pit bull além de satisfazer suas necessidades físicas.